# 谭延闿故居 (南京)

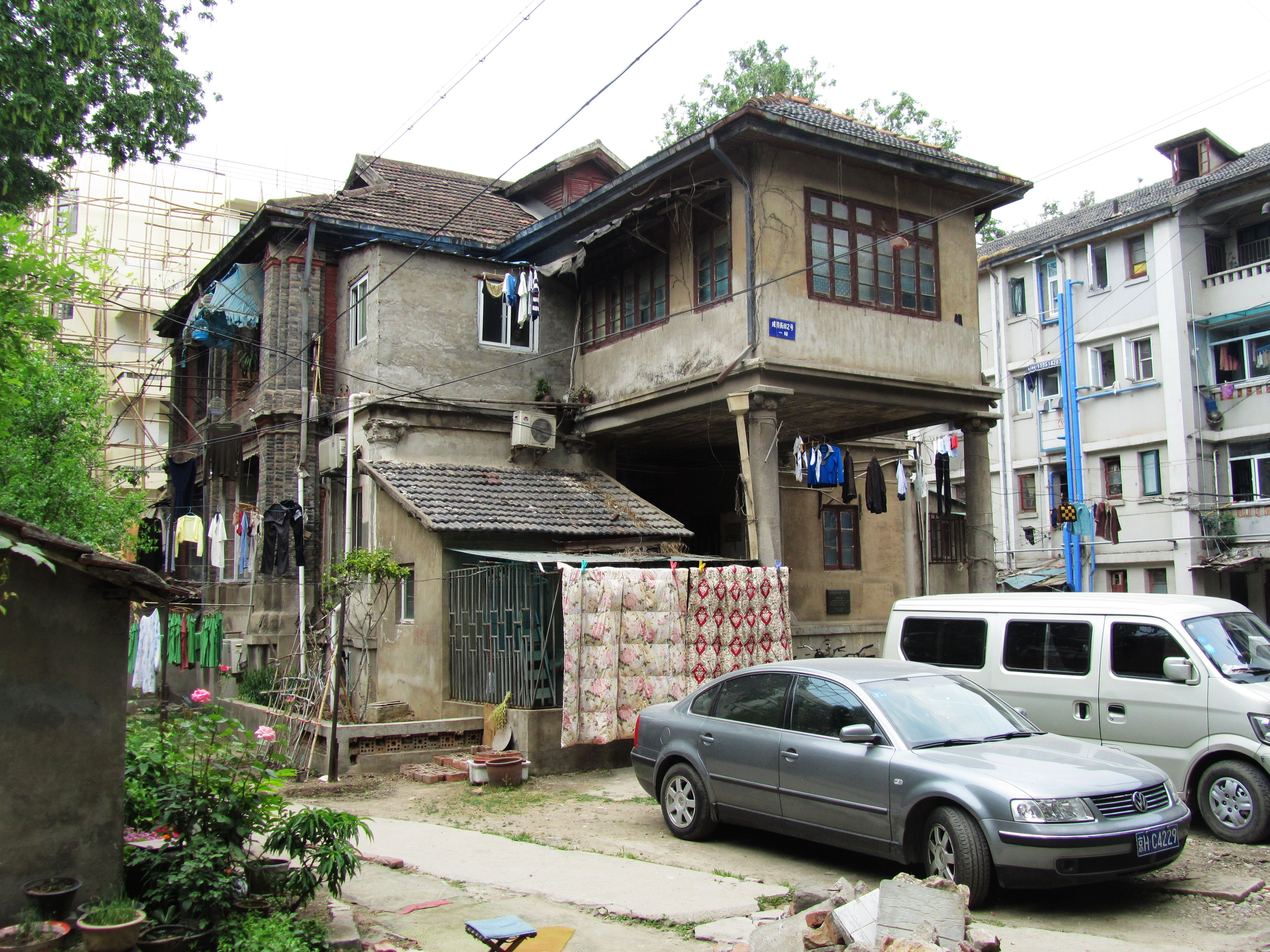
谭延闿故居南侧，2011年5月

谭延闿故居位于中国江苏省南京市玄武区成贤街112号，建于1927年，现为南京市某机关宿舍，已列入南京市第一批不可移动文物。该建筑为一座独院式两层砖木结构楼房，带阁楼与地下室，院中原池塘与假山已不存。建筑现已多次改建、破损严重，其中南侧底层以雕花立柱支撑的外廊和二层宽大的观景阳台现均已被封堵。

## 图集

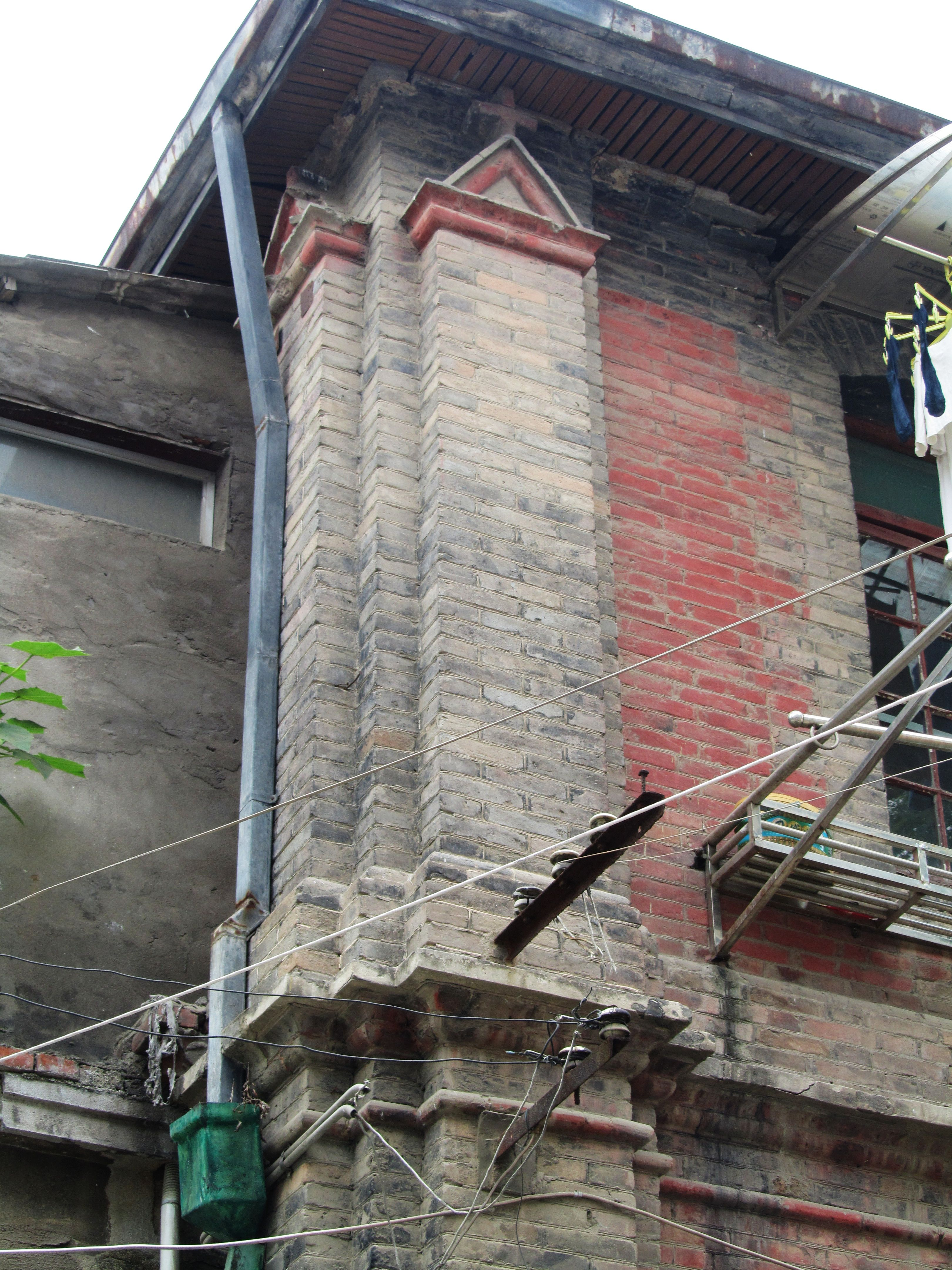
壁柱细部
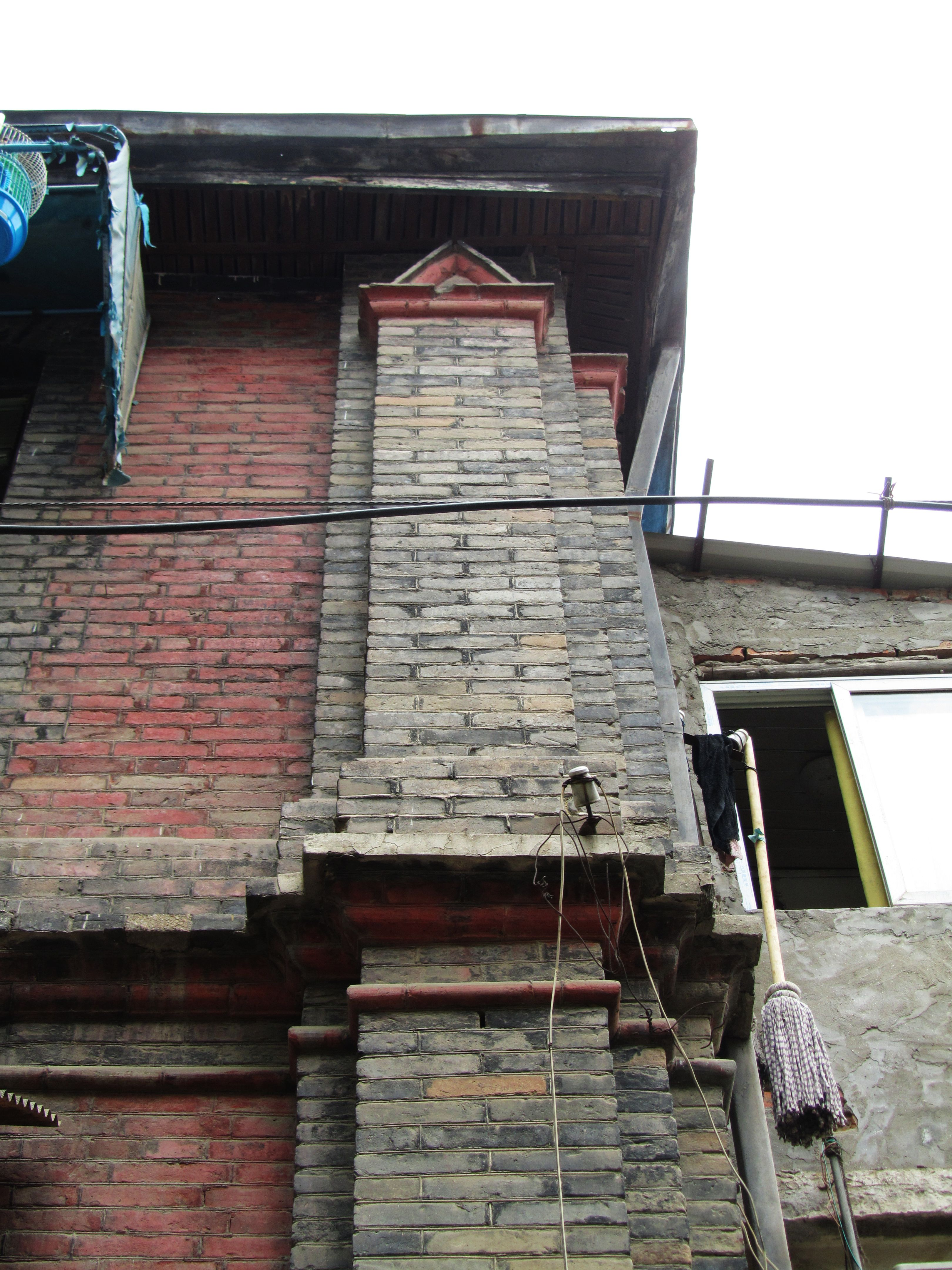
壁柱细部
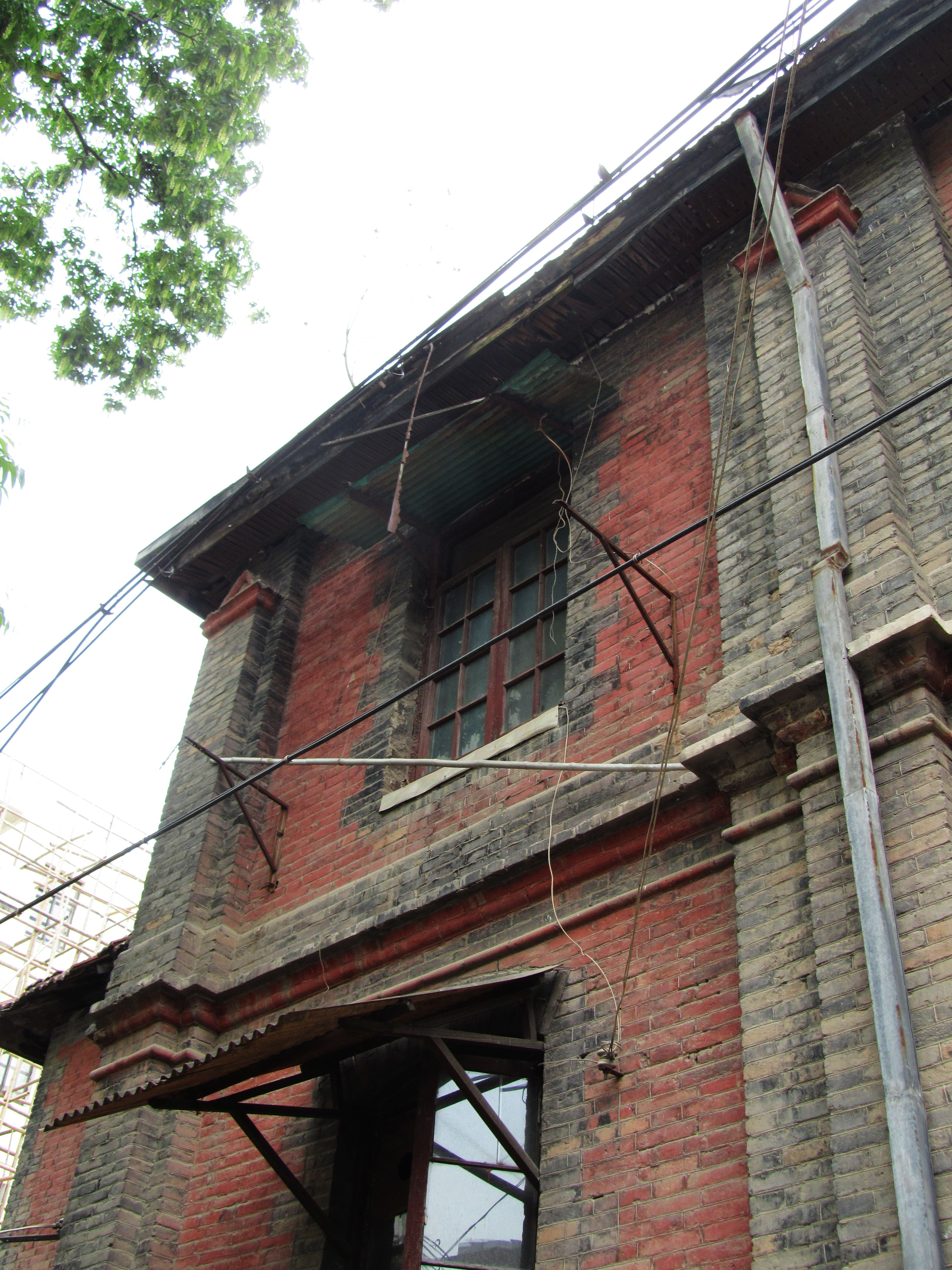
窗细部